# نطاق انضواء كاسكاديا

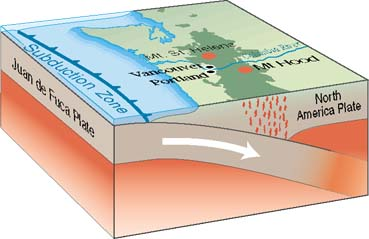
بنية نطاق انضواء كاسكاديا

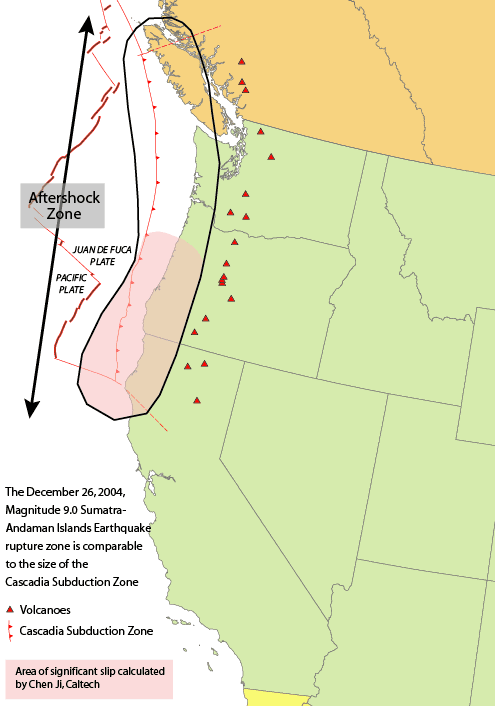
نطاق هبوط كاسكاديا

نطاق انضواء كاسكاديا (والمشار إليه أيضًا بصدع كاسكاديا) هو نطاق انضواء، وهو نوع من الصفائح التكتونية المتقاربة والتي تمتد من المناطق الشمالية من جزيرة فانكوفر إلى المناطق الشمالية من كاليفورنيا. وهو صدع منحدر طويل للغاية يفصل بين صفائح جوان دي فوكا وأمريكا الشمالية.
إن قاع المحيط ينخفض تحت الصفيحة القارية البحرية في واشنطن وأوريغون. وتتحرك صفيحة أمريكا الشمالية بصفة عامة في الاتجاه الجنوبي الغربي، وتتقارب مع صفيحة المحيط. والنقطة التي تلتقي فيها الصفيحتان هي نطاق انضواء كاسكاديا.
إن العمليات التكتونية النشطة في منطقة نطاق انضواء كاسكاديا تتضمن التراكم والانضواء وزلازل عميقة وبراكين نشطة والتي شهدت ثورات كبيرة مثل ثورة بركان مازاما (بحيرة كريتر) منذ 7500 سنة تقريبًا وثورة بركان ماجير منذ 2350 سنة تقريبًا وثورة بركان سانت هيلين في عام 1980.
وتتضمن المدن التي تتأثر بحدوث اضطرابات في نطاق الانضواء فانكوفر وفكتوريا، كولومبيا البريطانية وسياتيل، واشنطن وبورتلاند، أوريغون وساكرامنتو، كاليفورنيا.

## الجيولوجيا
تفصل المنطقة بين صفيحة خوان دي فوكا وصفيحة إكسبلورر وصفيحة غوردا وصفيحة أمريكا الشمالية. وفي هذا الموقع تستمر القشرة المحيطية للمحيط الهادئ في الغوص تحت القارة منذ حوالي 200 مليون عام، وحاليًا تقوم بذلك بمعدل 40 مم / سنة.
إن اتساع نطاق انضواء كاسكاديا يختلف على امتداد طوله، وفقًا لدرجة حرارة الصفيحة المحيطية الهابطة، والتي تزيد سخونتها مع استمرار غوصها تحت القارة. ومع زيادة سخونتها ودرجة انصهارها تفقد في النهاية قدرتها على تخزين الضغط الميكانيكي وتولد الزلازل. فعلى مخطط هايندمان ووانج (غير معروض، انقر على الرابط المرجعي أدناه لرؤيته) تقوم المنطقة «المغلقة» بتخزين الطاقة التي تنطلق أثناء الزلازل، ومنطقة «التحول» قد تتصدع على الرغم من أنها لدنة.
يمتد نطاق انضواء كاسكاديا من نقطة الالتقاء الثلاثية عند نهايتها الشمالية والجنوبية. في اتجاه الشمال أسفل جزيرة الملكة تشارلوت مباشرة يتقاطع النطاق مع صدع الملكة تشارلوت وحافة إكسبلورر. وباتجاه الجنوب، قبالة رأس ميندوسينو في كاليفورنيا مباشرة، فهو يتقاطع مع صدع سان أندرياس ومنطقة صدع ميندوسينو عند نقطة الالتقاء الثلاثية في ميندوسينو.

## الزلازل

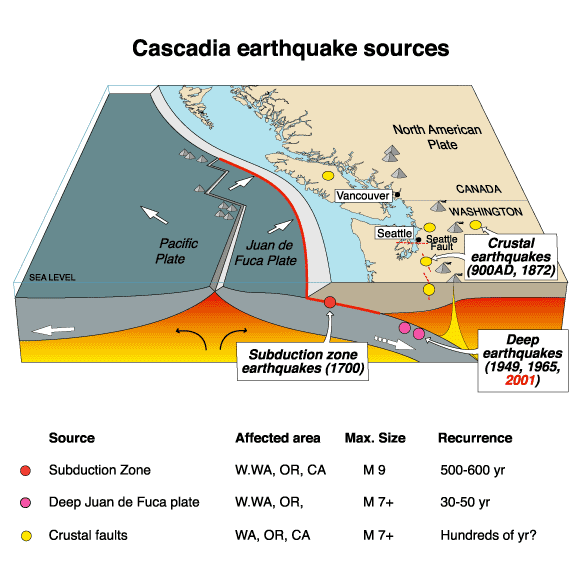
مصادر زلازل كاسكاديا

### قوة الزلازل
قد ينتج نطاق انضواء كاسكاديا زلازل كبيرة للغاية («زلازل الدفع الهائلة»)، بقوة 9.0 أو أشد، إذا كان التصدع يحدث على نطاق المنطقة الكاملة. عندما تقوم منطقة «مغلقة» بتخزين الطاقة التي تنطلق في زلزال، فيمكن أن تتصدع منطقة «التحول» على الرغم من كونها لدنة. وتعد زلازل نطاق انضواء كاسكاديا هي أشد زلازل في العالم وقد تتخطى قوته 9.0 درجات. إن قوة الزلزال تكون متناسبة مع منطقة الصدع، ونطاق انضواء كاسكاديا هو صدع منحدر طويل للغاية ويمتد من منتصف جزيرة فانكوفر حتى الأجزاء الشمالية من كاليفورنيا. ويفصل بين صفيحة خوان دي فوكا وصفيحة أمريكا الشمالية. وبسبب اتساع منطقة الصدع فقد تنتج زلازل كبيرة عن نطاق انضواء كاسكاديا. وتشير الدراسات الحرارية ودراسات التشوه أن المناطق المغلقة تكون مغلقة تمامًا لمساحة 60 كيلو مترًا (حوالي 40 ميلاً) ميل هابط من ناحية التشوهات. ويوجد تحول من المغلق تمامًا إلى الانزلاق غير الزلزالي على الميل الهابط نفسه.

## وصلات خارجية
- Chris Goldfinger (2012). "Turbidite event history—Methods and implications for Holocene paleoseismicity of the Cascadia subduction zone". U.S. Geological Survey Professional Paper 1661–F. U.S. Geological Survey. مؤرشف من الأصل في 2019-09-06. {{استشهاد ويب}}: الوسيط author-name-list parameters تكرر أكثر من مرة (مساعدة)
- "Giant Earthquakes Beneath Canada's West Coast". Geological Survey of Canada - Pacific Division. مؤرشف من الأصل في 2011-06-04. اطلع عليه بتاريخ 2006-06-10.
- Atwater, BF (1987). "Evidence for great Holocene earthquakes along the outer coast of Washington State". ساينس. ج. 236 ع. 4804: 942–44. Bibcode:1987Sci...236..942A. DOI:10.1126/science.236.4804.942. PMID:17812748.
- "Concept Paper Cascadia Peril Earthquake and Tsunami Full Scale Exercise". Sharon Kennedy - Douglas County. مؤرشف من الأصل في 2012-02-20. اطلع عليه بتاريخ 2009-03-29.
- "Cascadia Peril '09" at dailywireless.org
- "Cascadia Peril 09 Tests Disaster Preparedness" at Clatsop County Oregon (Department News Release)
- "Volunteers needed for earthquake drill". Samaritan Health Services - Oregon. {{استشهاد ويب}}: الوسيط |تاريخ الوصول بحاجة لـ |مسار= (مساعدة) والوسيط |مسار= غير موجود أو فارع (مساعدة)
- 9.0 Shakemap Scenario